# Wielka włóczęga
Wielka włóczęga (fr. La grande vadrouille) – francuska komedia wojenna z 1966 roku w reżyserii Gérarda Oury.
W filmie wystąpili m.in. Louis de Funès i Bourvil. Wielka włóczęga to jeden z największych sukcesów francuskiego kina, w samej Francji film zobaczyło 17 272 987 widzów. Była to rekordowa liczba publiczności we Francji, aż do wyświetlania Titanica w 1998. Obraz jest trzecim filmem francuskim w historii pod względem liczby widzów po Jeszcze dalej niż Północ z 2008 oraz Nietykalni z 2011.

## Produkcja
Zdjęcia kręcono w Paryżu oraz na terenie departamentów Aveyron (La Roque-Sainte-Marguerite), Cantal (Alleuze, Lavastrie), Côte-d’Or (Beaune, Meursault), Lozère (Brenoux), Nièvre (Anthien), Yonne (Noyers-sur-Serein, Lichères-sur-Yonne, Vézelay).

## Fabuła
Angielski bombowiec wracający w roku 1942 z nalotu nad Niemcami zostaje strącony nad Paryżem. Załoga wyskakuje na spadochronach. Dowódcy udaje się przedtem wyznaczyć miejsce spotkania. Tymczasem każdy z lotników ląduje w innym miejscu. Peter Cunningham zaplątuje się w rusztowanie w pobliżu jednostki SS, na którym właśnie pracuje malarz Augustin Bouvet (Bourvil). Alan Mac Intosh dostaje się na dach Opery Paryskiej, gdzie odbywa się próba opery Berlioza pod kierunkiem Stanislasa Leforta (Louis de Funès). Dowódca sir Reginald (Terry-Thomas) trafia zaś do basenu z fokami w ogrodzie zoologicznym.
Na poszukiwanie brytyjskich lotników wyruszają Niemcy, pod dowództwem majora Achbacha. Bouvet i Lefort w obawie o własną skórę nie kwapią się do pomocy Anglikom. Ale gdy Niemcy znajdują u dyrygenta spadochron, wybucha afera, Lefort musi uciekać. W tarapaty wpada również Bouvet, w jego mieszkaniu zjawia się gestapo. Obaj udają się w zastępstwie dwóch Anglików do tureckiej łaźni, miejsca spotkania z dowódcą samolotu. Sygnałem rozpoznawczym ma być angielska piosenka Tea for two. Na nieszczęście dla Francuzów krok ten okazuje się dopiero pierwszym na długiej drodze niebezpieczeństw jakie mają ich spotkać.
Cała piątka musi wkrótce uciekać z Paryża, przeżywając jeszcze nieudany zamach bombowy w operze. W ucieczce pomaga im młoda Juliette, która podbija serce malarza Bouveta. Uciekinierzy przeżywają niekończące się przygody, wielokrotnie znajdują się w śmiertelnym niebezpieczeństwie. Bronią się dyniami, kradną samochód od zakonnicy, przebierają się za Niemców, chowają w beczkach itp. Pomocą służy im wspomniana siostra zakonna oraz właścicielka hotelu w Meursault, gdzie Bouvet i Lefort spędzają jedną z nocy. Nie wiedzą jednak, ze tuż za ścianą nocują tropiący ich Niemcy. Sytuację pogarsza jeszcze fakt, że przez przypadek bohaterom mylą się ich pokoje. Niestrudzeni kontynuują swą wędrówkę, by w końcu po przechytrzeniu przeciwnika móc dotrzeć do wolnej strefy.

## Obsada
- Bourvil – Augustin Bouvet, malarz
- Louis de Funès – Stanislas Lefort, dyrygent operowy
- Terry-Thomas – sir Reginald Brook
- Claudio Brook – Peter Cunningham
- Mike Marshall – Alan Mac Intosh
- Marie Dubois – Juliette
- Pierre Bertin – dziadek Juliette, właściciel teatru kukiełkowego
- Andréa Parisy – siostra zakonna Marie-Odile
- Mary Marquet – matka przełożona
- Benno Sterzenbach – major Achbach
- Paul Préboist – wędkarz
- Henri Génès – dozorca w Zoo Vincennes
- Colette Brosset – Germaine, właścicielka hotelu
- Pierre Roussel – pasażer w pociągu
- Sieghardt Rupp – pułkownik Sturmer
- Helmut Schneider – Niemiec w pociągu
- Hans Meyer – Otto Weber, komendant główny
- Jacques Bodoin – Méphisto
- Guy Grosso – rozmawiający członek orkiestry
- Jean Droze – rozmawiający członek orkiestry
- Paul Mercey – wąsaty mężczyzna w tureckiej łaźni